# Echus Chaos
L'Echus Chaos è una struttura geologica della superficie di Marte.